# Melanichneumon absconditus
Melanichneumon absconditus är en stekelart som först beskrevs av Léon Abel Provancher 1886.  Melanichneumon absconditus ingår i släktet Melanichneumon och familjen brokparasitsteklar. Inga underarter finns listade i Catalogue of Life.